# Cosimo Caliandro
Cosimo Caliandro (Francavilla Fontana, 11 marzo 1982 – Francavilla Fontana, 10 giugno 2011) è stato un mezzofondista italiano.

## Biografia
Mezzofondista in forza al G.S. Fiamme Gialle, ha vinto la finale dei 3000 metri ai Campionati europei di atletica leggera indoor 2007 di Birmingham. Un infortunio patito verso la fine del 2007, non gli ha consentito di preparare al meglio la qualificazione ai Giochi della XXIX Olimpiade di Pechino, cui non ha potuto partecipare. Innumerevoli problemi fisici lo hanno spesso limitato nelle stagioni all'aperto nel conseguimento di tempi e risultati importanti, spesso inferiori a quelli ottenuti nelle gare indoor.
È morto il 10 giugno 2011 all'età di 29 anni a causa di un incidente motociclistico. Caliandro era sposato e padre di due figli, Damiano e Christian.

## Palmarès
| Anno | Manifestazione    | Sede       | Evento         | Risultato | Prestazione | Note |
| ---- | ----------------- | ---------- | -------------- | --------- | ----------- | ---- |
| 2001 | Europei juniores  | Grosseto   | 1500 m piani   | Oro       | 3'48"49     |      |
| 2003 | Europei under 23  | Bydgoszcz  | 1500 m piani   | 9º        | 3'49"33     |      |
| 2004 | Mondiali di cross | Bruxelles  | Distanza corta | 44º       | 12'23"      |      |
| 2005 | Europei indoor    | Madrid     | 3000 m piani   | 8º        | 8'09"93     |      |
| 2007 | Europei indoor    | Birmingham | 3000 m piani   | Oro       | 8'02"44     |      |
| 2008 | Mondiali indoor   | Valencia   | 3000 m piani   | Batteria  | 8'04"80     |      |

## Campionati nazionali
1999
- 6º ai campionati italiani assoluti, 1500 m - 3'45"62

2000
- Bronzo ai campionati italiani juniores, 1500 m - 3'50"40

2002
- 8º ai campionati italiani assoluti indoor, 3000 m - 8'06"51
- Argento ai campionati italiani promesse, 1500 m - 3'49"06

2004
- Bronzo ai campionati italiani promesse, 5000 m - 14'24"14

2005
- Oro ai campionati italiani assoluti indoor, 3000 m - 7'58"94

2006
- Oro ai campionati italiani assoluti, 5000 m - 13'50"97
- Oro ai campionati italiani assoluti indoor, 3000 m - 8'05"05

2009
- Bronzo ai campionati italiani assoluti indoor, 3000 m - 8'06"10

2010
- Argento ai campionati italiani assoluti, 10000 m - 30'03"58

## Altre competizioni internazionali
2006
- 9º alla BOclassic ( Bolzano) - 29'17"
- Argento a La Corsa di Miguel ( Roma) - 30'10"
- 5º alla Best Woman 10K ( Fiumicino) - 29'28"

2007
- 8º alla BOclassic ( Bolzano) - 29'54"
- Oro a La Corsa di Miguel ( Roma) - 30'02"

2008
- Argento in Coppa Europa indoor, Mosca 2008 (3000m)
- Oro alla Mezza maratona di Corigliano d'Otranto ( Corigliano d'Otranto) - 1h05'26"
- 12º al Giro al Sas ( Trento) - 30'19"
- Oro alla Best Woman 10K ( Fiumicino) - 29'42"

2009
- Bronzo alla Best Woman 10K ( Fiumicino) - 29'56"

2010
- 13º in Coppa Europa dei 10000 metri ( Marsiglia) - 28'46"64
- 4º alla Roma-Ostia ( Roma) - 1h02'41"
- Oro alla Mezza maratona del Salento ( Collepasso) - 1h05'04"
- 9º al Giro al Sas ( Trento) - 29'16"
- Oro a La Corsa di Miguel ( Roma) - 29'53"